# Jan Piet Fokker
Johan Pieter (Jan Piet) Fokker (Bandung, 19 januari 1942 – Bilthoven, 29 mei 2010) was een Nederlands hockeyspeler.
Fokker maakte reeds op 14-jarige leeftijd zijn debuut in het eerste team van Laren. Met Laren behaalde Fokker tweemaal het landskampioenschap. In 1962 speelde hij zijn eerste duel voor het Nederlands elftal. Fokker kwam tot 86 interlands, waarin hij vijf keer scoorde. Hij was actief op de Olympische Zomerspelen 1964 en Olympische Zomerspelen 1968. Bij die spelen eindigde Oranje op respectievelijk de zevende en de vijfde plaats. Bij de Spelen van 1968 was hij aanvoerder van het nationale team. Behalve voor Laren kwam de rechterverdediger in de Nederlandse hockeycompetitie uit voor HC Bloemendaal.
Na zijn sportloopbaan studeerde Fokker af als econoom en was hij werkzaam voor SHV Holdings. Hij was bestuurslid van de Makro. Toen de Makro in 1998 door SHV werd verkocht aan de METRO Group, ging Fokker met vervroegd pensioen.
Joost Boks · 
Charles Coster van Voorhout · 
John Elffers · 
Frans Fiolet · 
Jan Piet Fokker · 
Jan van Gooswilligen · 
Francis van 't Hooft · 
Arie de Keyzer · 
Leendert Krol · 
Jaap Leemhuis · 
Chris Mijnarends · 
Erik van Rossem · 
Nico Spits · 
Theo Terlingen · 
Jan Veentjer · 
Jaap Voigt · 
Theo van Vroonhoven · 
Frank Zweerts ·
Coach: Piet Bromberg
Joost Boks · 
Aart Brederode · 
Edo Buma · 
Sebo Ebbens · 
John Elffers · 
Jan Piet Fokker · 
Otto ter Haar · 
Gerard Hijlkema · 
Arie de Keyzer · 
Ewald Kist · 
Tippy de Lanoy Meijer · 
Frans Spits · 
Heiko van Staveren · 
Theo Terlingen · 
Kik Thole · 
Theo van Vroonhoven · 
Piet Weemers ·
Coach: Piet Bromberg